# يان فان ديك
يوهان «جان» هيرمانوس فان ديك من مواليد 10 ديسمبر 1956 بشالخار،أوفرايسل،ديفينتر، هو لاعب كرة قدم هولندي سابق كان يشغل مركز وسط الميدان، و هو حاليا مدرب لنادي هيلموند سبورت بالدوري الهولندي الممتاز.

## حياته الشخصية
متزوج وله ابنين : غريغور فان ديك ودومينيك فان ديك، و كلاهما يحترفان كرة القدم في هولندا.

## روابط خارجية
- يان فان ديك على موقع قاعدة بيانات كرة القدم.إي يو (الإنجليزية)
- يان فان ديك على موقع Soccerway.com (الإنجليزية)
- يان فان ديك على موقع عالم كرة القدم.نت (الإنجليزية)

- (بالهولندية) Profile
- (بالهولندية) FC Groningen profile